# Cataenococcus cualatensis
Cataenococcus cualatensis är en insektsart som först beskrevs av Cockerell 1903.  Cataenococcus cualatensis ingår i släktet Cataenococcus och familjen ullsköldlöss. Inga underarter finns listade i Catalogue of Life.